# Привет (лодочный мотор)
«Приве́т» — семейство советских подвесных лодочных моторов, серийно выпускавшихся Казанским моторостроительным заводом в 1973-1982 гг.
Мотор "Привет-22 был разработан в 1967-1968 гг, был анонсирован в 13-м номере журнала "Катера и яхты" за 1968 год и затем в течение 5 лет участвовал в спортивных соревнованиях и "доводился до ума", что позволило к началу серийного выпуска победить многие "детские болезни" мотора.

## «Привет-22», основные характеристики
- Двухцилиндровый двухтактный карбюраторный двигатель с водяным охлаждением.
- Рабочий объём - 346 куб.см
- Мощность двигателя  - 22 л.с. при частоте вращения коленвала 5 000 об/мин

### Дополнительные характеристики
- Масса — 38 кг.
- Расход топлива — не более 7,6 кг/ч (в качестве топлива используется смесь бензина А-76 с маслом типа МС-20 в соотношении по объёму 20:1).

### Некоторые особенности двигателя
- Зажигание контактное (МН-1 с выносными трансформаторами ТЛМ).
- Высокая степень унификации. Цилиндро-поршневая группа унифицирована по размерам с мотоциклами "Иж-Юпитер" и "Восход", топливный насос — с «Вихрем» и «Нептуном», система зажигания с "Нептуном".
- Трёхканальная возвратно-петлевая схема продувки цилиндров.
- Дисковые стальные золотники.
- Цилиндры двигателя раздельные, взаимозаменяемые.
- Поршневые кольца стальные хромированные.
- Изо всех отечественных моторов сравнимой мощности «Привет-22» самый лёгкий — 38 кг.
- Мотор с левым вращением винта. Из-за этого в случае двухмоторной силовой установки его зачастую ставили "в пару" к моторам "Нептун" и "Вихрь".
- Единственный отечественный мотор с вихревой (бесконтактной) водяной помпой с капроновой крыльчаткой.
- Единственный отечественный мотор с игольчатым подшипником в верхней головке шатуна.

### Нестандартное применение
Двигатель мотора «Привет-22» допускал установку оребренных цилиндров воздушного охлаждения от мотоцикла «Восход» с минимальными переделками, чем широко пользовались советские самодельщики, строившие аэроглиссеры, аэросани и даже мотодельтапланы.
Аналогичным образом было возможно установить цилиндры водяного охлаждения от «Привета» на мотоциклы «Восход» и «ИЖ-Юпитер», чем также пользовались самодельщики, создавая силовые агрегаты для микроавтомобилей и минитракторов.

## «Привет-25»
«Привет-25» отличается от «Привет-22» применением дейдвуда с системой настроенного выхлопа, что при том же рабочем объёме позволяло получить большую на 3 л. с. мощность без увеличения расхода горючего.
На данном моторе В. Усолкин (Тольятти) занял 2-е место на чемпионате Европы 1980 года в классе судов S-350.